# تلمبة حاجي اعظم بور (أرزوئية)
تلمبة حاجي اعظم بور (بالإنجليزية: Tolombeh-ye Hajji Azam Pur)‏ هي منطقة سكنية تقع في إيران في Arzuiyeh Rural District. يقدر عدد سكانها بـ 122 نسمة .